# Inkvizitor (film)
Inkvizitor (v originále The Mechanik nebo také pod alternativním názvem The Russian Specialist) je německo-americký akční film z roku 2005, který režíroval a hrál v něm Dolph Lundgren. Lundgren také spolupracoval na scénáři s Bryanem Edwardem Hillem. Ve filmu dále hrají Ben Cross, Ivan Petrushinov, Olivia Lee a Raicho Vasilev. Většina filmu byla natočena v Bulharsku a v obsazení se objevuje mnoho bulharských herců.

## Děj
Bývalý příslušník Specnaz Nikolai "Nick" Cherenko je mechanikem v malé ruské vesnici Gorelovo. Jeho manželka Alina a syn Vanya jsou zabiti ruským mafiánským bossem Alexandrem "Sašou" Popovem při přestřelce po nepovedeném obchodu s drogami. Nick se pomstí: jedné noci zabije pět Popovových mužů a nakonec střelí Popova do obličeje a nechá ho zemřít.
O sedm let později pracuje Nick jako mechanik v Los Angeles. Bohatá vdova Mary Abramoff ho vystopuje a poprosí ho, aby z Ruska přivedl zpět její dceru Julii, která byla unesena a donucena pracovat jako prostitutka. Nick odmítá s tím, že je jen mechanik. Maryin právník John Ridley mu odhalí, že zná jeho minulost, ale on stále odmítá. Nakonec je přesvědčen, když mu Mary odhalí, že muž, který zabil jejího manžela a vzal její dceru, je Saša - je stále naživu a Nick se za ním vydává do Petrohradu v Rusku.
Opilý britský žoldák William Burton se setkává s Nickem. Po vystřízlivění ho Nick vezme do klubu, kde se skrývá Saša. Nick okamžitě zaútočí na stráže a požaduje vidět Sašu, navzdory Burtonovu trvání, aby postupovali klidně. Burton ho odtáhne a říká, že se vrátí příští noc; Burton se obává, že Nick ohrozil jejich misi.
Následující noc vpustí prostitutka Natálie Nicka, Burtona a skupinu ruských žoldáků (Yuriho, Sergeje, Alexeje a Pavla) do klubu. Najdou zdrogovanou Julii a po přestřelce uniknou z klubu - přežijí pouze dva ruští žoldáci, Yuri a Sergei; Sergei je vážně zraněn na noze. Nick, Burton a zbylí ruští žoldáci se snaží dostat k finským hranicím, se Sašovými nohsledy za zády. Nick vyláká pronásledovatele do tunelu, kde odpálí bombu.
Skupina zastaví u farmy, aby se postarali o Sergeje, a pokračují k hranicím, které jsou ale na noc uzavřené; zůstanou s Mišou, jedním z Nickových bývalých vojáků Spetsnaz. Saša zastaví u farmy a zjistí, že Nick míří k hranicím a pokračuje v pronásledování. Následující ráno Sergei umírá na svá zranění; Saša přichází a Nickova skupina (Burton, Yuri a Miša) se připravuje na boj. Saša se snaží vylákat Burtona tím, že přivede Natálii, kterou zabije, čímž rozzlobí Burtona. Nick a jeho skupina se rozdělí a začnou likvidovat Sašovy muže. Nakonec Nick konfrontuje Sašu, který chytil Julii. Ta mu poškrábe tvář, aby ho rozptýlila a Nick ho střelí do nohy; nakonec ho popraví výstřelem do hlavy.
Burton a Yuri doprovázejí Julii přes hranice do Finska, kde je znovu setká se svou matkou. Nick odchází od vesnice do Petrohradu.

## Obsazení
- Dolph Lundgren jako Nikolaj "Nick" Cherenko
- Ben Cross jako William Burton
- Ivan Petrushinov jako Alexandr "Sasha" Popov
- Olivia Lee jako Julia Abramoff
- Raicho Vasilev jako Ahmed
- Asen Blatechki jako Jurij
- Antony Argirov jako Sergej
- Valeri Yordanov jako Alexej
- Dejan Angelov jako Pavel
- Ivaylo Geraskov jako Leo
- Hilda Van Der Meulen jako Alina Cherenko
- Naum Shopov jako Vanya Cherenko
- Atanas Srebrev jako John Ridley
- Levana Finkelstein jako Mary Abramoff
- Nikolai Sotirov jako Viktor Čertoff
- Emil Markov jako Miša
- Marianna Stanisheva jako Alla
- Teodor Yordanov jako Vladimir
- Alexander Tsitkilov jako Puškin
- Anastasiya Panayotova jako prostitutka
- Barry Evans jako Barry
- Rushi Vidinliev jako taxikář
- Maria Ilieva jako Natalja
- Nikolai Hadjiminev jako šéf garáže
- Nikolay Georgiev jako výtržník
- Youanna Boukovska jako dívka za pultem
- Stefan Ivanov jako vrátný (ochranka) 1
- Chavdar Simeonov jako vrátný (ochranka) 2
- Maria Stancheva jako dívka s kokainem
- Veneta Harizanova jako přítelkyně s kokainem
- Slavi Slavov jako Něvskij
- Kiril Efremov jako muž 1
- Stefan Shterev jako muž 2
- Valentin Burski jako německý muž 1
- Velizar Binev jako německý muž 2
- Diyan Machev jako Dimitrij
- Andrey Slabakov jako cikánský otec
- Asen Mutafchiev jako Luda (dítě)
- Victor Boichev jako doktor
- Monika Ivanova jako Maša (dítě)
- Nikoleta Stoicheva jako Luva (dítě)